# Gmina Täby
Gmina Täby (szw. Täby kommun) – gmina w Szwecji, w regionie Sztokholm z siedzibą w Täby.
Pod względem zaludnienia Täby jest 32. gminą w Szwecji. Zamieszkuje ją 60 422 osoby, z czego 50,83% to kobiety (30 710) i 49,17% to mężczyźni (29 712). W gminie zameldowanych jest 3414 cudzoziemców. Na każdy kilometr kwadratowy przypada 1007,03 mieszkańca. Pod względem wielkości gmina zajmuje 276. miejsce.